# So Gone
So Gone è un singolo R&B scritto e prodotto da Missy Elliott con l'aiuto del duo Spike & Jamahl (Kenneth Cunningham e Jamahl Rye) per il terzo album di Monica, After the Storm. Pubblicato come lead single dell'album nel 2003, il brano ha riportato al successo la cantante dopo anni di parziale assenza dalle classifiche, arrivando al numero 1 sia della Billboard Hot R&B/Hip-Hop Songs, sia della Billboard Hot Dance Music/Club Play, ed entrando nella top10 della Billboard Hot 100.

## Composizione e testo
Dopo il flop di All Eyez on Me e la cancellazione dell'uscita mondiale dell'omonimo album (pubblicato solo in Giappone), il presidente della J Records, Clive Davis, commissiona alla produttrice e cantautrice Missy Elliott la composizione di alcune tracce da inserire nel nuovo album di Monica. So Gone è una di queste canzoni, nate durante una sessione di registrazione durata una settimana presso gli studi della Goldmind Records a Miami, Florida. Il brano contiene il campionamento di un vecchio pezzo dei The Whispers, You Are Number One, del 1976, scritto da Zyah Ahmonuel. Questo è il primo pezzo in cui la cantante si esibisca anche in qualità di rapper, incoraggiata da Elliott, la quale l'aiuterà a rappare anche in tutte le tracce future prodotte, e il rap diventerà una sorta di "seconda natura" per la cantante. Elliott ha inserito anche la fidata Tweet nel progetto, per registrare le voci di sottofondo. L'uso di un sample della canzone dei The Whispers dà al singolo un sapore da soul classico che unito alle sonorità hip-hop di Missy Elliott produce una formula accattivante. Il testo è rivolto a un amante fedifrago con un tono molto amaro e colmo di rancore; la cantante si definisce una sciocca per essere stata così devota al suo fidanzato, e confessa di essere andata quasi fuori di testa dopo aver scoperto il tradimento del ragazzo. Monica si chiede che cosa ha l'altra donna contro di lei per aver spinto il ragazzo a spezzarle il cuore, e nel ritornello dichiara di sentirsi innaturale a causa del partner. Monica ha dichiarato che Elliott deve essersi ispirata alle esperienze vissute in prima persona dalla cantante nello scrivere il testo.

## Video
Il videoclip del brano è stato diretto da Chris Robinson e prodotto da Dawn Rose per la Partizan Entertainment. È stato girato tra il 1° e il 2 aprile 2003 in varie location di Miami. Missy Elliott appare in alcune scene per prestare la sua voce al coro, e l'attore Derek Luke interpreta il ragazzo di Monica. La trama del video è fedele al testo della canzone, e vede la cantante sospettosa alla ricerca di prove dell'infedeltà del suo compagno. Quando trova foto che lo ritraggono insieme ad un'altra ragazza, la cantante va su tutte le furie e inizia a devastare la lussuosa casa del ragazzo, dal fornitissimo guardaroba ai vetri del salone, spaccati lanciando una scultura che raffigura due amanti stilizzati. La polizia interviene, grazie all'allarme scattato, e porta Monica in una volante destinata al commissariato, mentre il ragazzo rientra a casa e realizza l'accaduto.
Il look di Monica nel video è molto sexy ed elegante; dopo una serie di video con i capelli biondi, in So Gone l'artista è tornata a una capigliatura nera corvina, liscia e stirata. Nella prima scena, in cui trova un orecchino che non le appartiene sotto il letto, la cantante appare anche in lingerie.
Il video è stato presentato in anteprima mondiale su BET Access Granted il 23 aprile 2003, ed ha ottenuto un'ottima programmazione nei canali musicali, fino a raggiungere la seconda posizione di BET 106 & Park e la sesta di MTV TRL.

## Ricezione
Il singolo è il decimo della cantante ad essere entrato nella Hot 100, e segna un ritorno di Monica nelle posizioni alte dopo 4 anni, ovvero da Angel of Mine. Il pezzo è entrato in classifica alla posizione numero 66 ed ha raggiunto la decima posizione, diventando così l'ottavo singolo di Monica ad entrare in top10 e il primo a raggiungere le prime dieci posizioni dopo una serie di flop tra il 1999 e il 2002. Il brano è rimasto nella top40 per ben 20 settimane, e nella classifica di fine anno del 2003 di Billboard è stato inserito al numero 39.
Nelle classifiche R&B, il singolo ha avuto un successo strepitoso, riuscendo a raggiungere il numero 1 e a rimanervi per 5 settimane consecutive, diventando la quinta numero 1 R&B della cantante e la prima dopo The First Night del 1998. Nella classifica di fine anno di Billboard delle 100 canzoni R&B/HIp-hop di maggior successo del 2003, il brano è stato classificato alla quarta posizione. Grazie ai remix dance, il singolo è arrivato in cima anche alla classifica dei brani più suonati nei club. Al di fuori degli USA invece, il singolo non ha avuto nessuna risonanza, a causa della scarsa promozione, entrando solo nella top20 canadese, dove è il quarto singolo di Monica ad essere entrato in classifica.

## Classifiche
| Classifica (2003)                      | Posizione |
| -------------------------------------- | --------- |
| Canada                                 | 17        |
| U.S. Billboard Hot 100                 | 10        |
| U.S. Billboard Hot R&B/Hip-Hop Singles | 1         |
| U.S. Billboard Hot Dance Club Play     | 1         |
| U.S. Billboard Radio Songs             | 8         |
| World Singles Official Top 100         | 29        |
| World Airplay Official Top 100         | 25        |
| World Dance Top 30 Singles             | 2         |
| World R&B Top 30 Singles               | 1         |

## Tracce
CD Singolo
1. So Gone (album Version)
2. All Eyez On Me (Urban Radio Edit)

CD II
1. So Gone (Radio Edit)
2. So Gone (Album Version)
3. So Gone (Remix) (featuring Busta Rhymes)
4. So Gone (Part II)
5. U Should've Known Better